# Aleksandr Sibirjakov

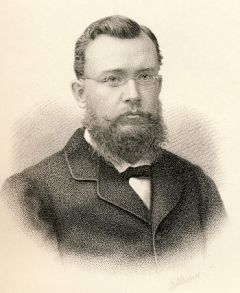
Aleksandr Sibirjakov

Aleksandr Michajlovitj Sibirjakov (ryska: Александр Михайлович Сибиряков), född 8 oktober (gamla stilen: 26 september) 1849 i Irkutsk, död 2 november 1933 i Nice, var en rysk mecenat, polarforskare och hedersborgare.

## Biografi
Sibirjakov föddes i Sibirien där hans far var gruvägare. Efter att ha studerat i Zürich sökte han i sin fädernesort grundlägga kemisk-tekniska fabriker, vilket dock inte lämnade önskade resultat. År 1875, då han hörde talas om Adolf Erik Nordenskiölds färd till Jenisej, ställde han genast 25 000 rubel till hans förfogande. I kostnaderna för Vegaexpeditionen deltog Sibirjakov med en tredjedel, samt att han ensam utrustade ångaren "Lena", som under expeditionens början åtföljde "Vega" fram till Lenafloden. Då man var oviss om Vegaexpeditionens öde, lät Sibirjakov, för att forska efter de saknade, bygga ett särskilt fartyg, "A. E. Nordenskiöld", vilket dock förliste på Japans kust. Sibirjakov har även själv försökt sig som polarfarare. 1880 sökte han med eget fartyg, "Oscar Dickson", nå fram till Jenisej, men tog miste om dess mynning och inlöpte i den väster om det belägna Gydaviken, där fartyget instängdes av is, varefter han med samojedskjuts reste sig till Obdorsk, dit han anlände 29 december efter 70 dygns ytterst besvärlig resa. Där sände han en hjälpexpedition till det infrusna fartyget, som dock påföljande vår förliste vid islossningen. 
Sibirjakov fortsatte även senare att understödja företag som undersökte Sibiriens kommunikationsmöjligheter. Han bekostade en serie undersökningar av Tjuktjerhalvön och 1883 en av ingenjör R. Runeberg utförd undersökning av Angarafloden samt undersökte själv 1884 möjligheten av att genom en väg över Uralbergen förbinda Petjoras och Obs flodsystem. Även senare gjorde han resor i Sibirien. 
Sibirjakov blev 1879 ledamot av Kungliga Vetenskaps- och Vitterhetssamhället i Göteborg och 1880 korresponderande ledamot av Kungliga Örlogsmannasällskapet. Han författade flera uppsatser, även i tyska geografiska tidskrifter, om sibiriska kommunikationsleder och naturförhållanden.
Sibirjakov förlorade under ryska revolutionen 1917 all sin egendom och tvingades gå i landsflykt. Han levde därefter i största fattigdom i Frankrike. Efter en motion framlagd av Arvid Lindman, Nils Edén och Hjalmar Branting i Sveriges riksdag, beviljades han från 1921 statspension med ett årligt understöd på 3 000 kronor.